# Wendy Goldman
Wendy Goldman   (10 d'abril de 1956) és una historiadora estatunidenca i professora de la Universitat Carnegie Mellon, coneguda pels estudis polítics sobre Rússia i la Unió Soviètica. Els seus primers treballs se centren en la política familiar, l'emancipació de la dona i la industrialització. També ha escrit sobre la repressió política a la Unió Soviètica durant l'era Stalin, i més recentment ha examinat les contribucions de l'URSS a la victòria en la Segona Guerra Mundial. Les seves obres s'han traduït a diversos idiomes, com el rus, txec, espanyol, portuguès, italià, alemany i japonès.

## Obra publicada
- Women, the state, and revolution: Soviet family policy and social life, 1917-1936 (1993)[6]
- Women at the gates: gender and industry in Stalin's Russia (2002)
- Terror and democracy in the age of Stalin: the social dynamics of repression (2007)
- Inventing the enemy: denunciation and terror in Stalin's Russia (2011)[7]
- Hunger and war: food provisioning in the Soviet Union during World War II (2015)